# Carlo Rienzi
Carlo Rienzi (Salerno, 8 ottobre 1946) è un avvocato italiano, fondatore e presidente del Codacons.

## Biografia
Carlo Rienzi nasce a Salerno l'8 ottobre 1946 da Maria Rosapepe e da Vincenzo Rienzi. Nel 1968 si laurea in giurisprudenza alla Sapienza.
Nel 1969 è a capo del Collettivo Politico Giuridico, un'associazione di avvocati. Specializzato in diritto scolastico, diritto amministrativo e diritto dei consumatori, nel 1986 fonda insieme ad altri giuristi impegnati nel movimento ambientalista e consumeristico il Codacons, un coordinamento di associazioni di consumatori diffuso in tutta Italia, di cui è presidente. Dal 1986 è iscritto come giornalista pubblicista all'Ordine dei giornalisti del Lazio.
Alle elezioni politiche dell'anno seguente si candida nella lista dei Verdi alla Camera dei Deputati. Nel 2004 ha fondato la Lista Consumatori, un partito politico per la tutela dei diritti dei consumatori, che si ispira allo statunitense Ralph Nader. Candidatosi come capolista alle elezioni europee del 2004, ha ottenuto 3 120 preferenze nella circoscrizione Italia nord-occidentale, 8 082 preferenze nella circoscrizione Italia centrale, e 5 843 preferenze nella circoscrizione Italia insulare. Alle elezioni politiche del 2006 si è candidato alla Camera dei deputati in diverse circoscrizioni, non venendo però eletto. Si è candidato sindaco di Roma in occasione delle elezioni amministrative 2016, non risultando eletto e raccogliendo solo lo 0,21 per cento dei voti.

## Procedimenti giudiziari

### Diffamazione (2022-in corso)
Il 19 gennaio 2022, Rienzi è stato citato a giudizio (art. 550 c.p.p.) con l'accusa di aver diffamato la coppia Fedez e Chiara Ferragni, dipingendoli - secondo la Procura della Repubblica di Roma - come «ignoranti, delinquenti e approfittatori».

### Annotazioni
1. ↑  Si tratta del Decreto del presidente della Repubblica 22 settembre 1988, n. 447, articolo 550, rubricato "Casi di citazione diretta a giudizio".

### Fonti
1. 1 2 3 4   Carlo Rienzi, in Il sole 24 ORE, 22 marzo 2016. URL consultato il 4 giugno 2016 (archiviato l'8 aprile 2016).
2. ↑   Vincenzo de Simone, nati in città, su digilander.libero.it, 2013. URL consultato il 4 giugno 2016 (archiviato il 4 giugno 2016).
3. ↑   Mario Avagliano, INTERVISTA A CARLO RIENZI, PRESIDENTE CODACONS, su marioavagliano.it, 26 settembre 2004. URL consultato il 4 giugno 2016 (archiviato dall'url originale il 4 giugno 2016).
4. ↑   Aldo Cazzullo, Rienzi, il leader dei consumatori: in boxer sarò il Nader italiano, in Corriere della Sera, 1º giugno 2004,  p. 17. URL consultato il 4 giugno 2016 (archiviato dall'url originale il 1º gennaio 2016).
5. ↑   Europee del 12 giugno 2004 - Circoscrizione ITALIA NORD-OCCIDENTALE - LISTA CONSUMATORI, in Archivio Storico delle Elezioni, Ministero dell'Interno. URL consultato il 27 aprile 2014.
6. ↑   Europee del 12 giugno 2004 - Circoscrizione ITALIA CENTRALE - LISTA CONSUMATORI, in Archivio Storico delle Elezioni, Ministero dell'Interno. URL consultato il 27 aprile 2014.
7. ↑   Europee del 12 giugno 2004 - Circoscrizione ITALIA INSULARE - LISTA CONSUMATORI, in Archivio Storico delle Elezioni, Ministero dell'Interno. URL consultato il 27 aprile 2014.
8. ↑   Giacomo Salvini, Comunali Roma, il presidente del Codacons, Carlo Rienzi, si candida a sindaco, su termometropolitico.it, 25 febbraio 2016. URL consultato il 4 giugno 2016 (archiviato il 26 febbraio 2016).
9. ↑  Elezioni Comunali 2016 Roma - Corriere della Sera
10. ↑   Comunali, Rienzi (Codacons): “Mi candido a sindaco di Roma”, 6 marzo 2016. URL consultato il 4 giugno 2016 (archiviato il 4 giugno 2016).
11. ↑   Clemente Pistilli, «Ferragni e Fedez diffamati». A processo il presidente del Codacons Carlo Rienzi, in la Repubblica, 19 gennaio 2022. URL consultato il 19 gennaio 2022 (archiviato il 19 gennaio 2022).